# James Koven
James W. „Jamie“ Koven (* 18. April 1973 in Morristown, New Jersey) ist ein ehemaliger amerikanischer Ruderer. 1997 war er Weltmeister im Einer.
Koven ruderte 1990 bei den Junioren-Weltmeisterschaften im Vierer mit Steuermann, erreichte aber nicht das A-Finale. 1993 gewann er als Mitglied des amerikanischen Achters Bronze bei den Weltmeisterschaften. 1994 siegte der Achter bei den Weltmeisterschaften in Indianapolis in der Besetzung Jonathan Brown, Sean Hall, Frederic Honebein, Robert Kaehler, Jeffrey Klepacki, James Koven, John McKibbon, Donald Smith und Steven Segaloff. Nach Bronze bei den Weltmeisterschaften 1995 belegte der amerikanische Achter bei den Olympischen Spielen 1996 in Atlanta nur den fünften Platz. 
1997 trat Koven als Skullruderer an und erruderte sich überraschend den Weltmeistertitel im Einer vor dem deutschen André Willms und dem Briten Gregory Searle. 1998 gewann Koven die Weltcupregatta in München und die Diamond Sculls bei der Henley Royal Regatta, bei den Weltmeisterschaften erreichte er nach einem Defekt nur das B-Finale und platzierte sich insgesamt auf dem achten Rang. Im Jahr darauf wurde er Elfter bei den Weltmeisterschaften. 2000 kehrte Koven zum Riemenrudern zurück und belegte im Vierer ohne Steuermann den fünften Platz bei den Olympischen Spielen 2000 in Sydney.